# Lythrurus snelsoni
Lythrurus snelsoni (tên tiếng Anh: Ouachita Mountain shiner') là một loài cá vây tia trong họ Cyprinidae.
Nó chỉ được tìm thấy ở Hoa Kỳ.